# Олка
Олка (ісп. Olca) — стратовулкан, розташований на кордоні Чилі (регіони Тарапака і Антофаґаста) та Болівії (департамент Потосі). Вулкан розташований в середині гірського комплексу завдовжки 15 км, що складається з кількох стратовулканів. Вулкан Мінчінча розташований західніше, а
вулкан Парума східніше за Олка.
Єдиний період вулканічної астивності цього гірського комплексу був відмічений з 1865 по 1867 роки, хоча точне джерело цього виверження невідоме.